# Ivantosaure
L'ivantosaure (Ivantosaurus) és un gènere extint de teràpsids, que va viure a Rússia durant l'estatge Wordià, del període Permià. Se sap solament de les restes fragmentàries de la seva maixella. Era carnívor i va poder haver tingut una longitud de 6 metres, aproximadament. Dues dents canines es fixen de costat a costat en la maixella de l'ivantosaure. És possible que aquest teràpsid tenia una dentadura única (cap altre animal conegut té dos sistemes de dents canins), però més probablement és que una dent reemplaço creixia endins al costat de la dent vella al voltant del temps en què es perdés.
Alguns paleontòlegs han suggerit que Ivantosaurus és una espècie grossa d'Eotitanosuchus o de Biarmosuchus.